# 小長井駅
小長井駅（こながいえき）は、長崎県諫早市小長井町小川原浦にある、九州旅客鉄道（JR九州）長崎本線の駅である。
当駅（正確には土井崎信号場）より長崎方面は長崎支社の管轄となる。

## 歴史
- 1934年（昭和9年）12月1日：鉄道省長崎本線多良駅 - 湯江駅間開通（現・長崎本線が長与駅経由で全通）に伴い、一般駅として開設[3]。
- 1962年（昭和37年）2月15日：貨物取扱廃止[2]。
- 1973年（昭和48年）4月1日：荷物扱い廃止[2][4]。無人駅化[5]。
- 1987年（昭和62年）4月1日：国鉄分割民営化によりJR九州に移管[2]。
- 1989年（平成元年）3月：駅舎改築[6]。
- 2022年（令和4年）
  - 9月23日：観光特急「ふたつ星4047」が運行を開始し、停車駅となる。当駅を含め、肥前浜駅 - 長崎駅間が非電化となる。
  - 10月：地元有志団体「こながい町おこし隊」により、8基の花壇が設置。 同年11月に花壇への花苗植樹。
- 2023年（令和5年）2月：こながい町おこし隊と諫早市立小長井小学校4年生により、小長井町の特産品や観光スポットなどの魅力を描いた花壇アートが寄贈され、8基の花壇に設置。

## 駅構造
島式ホーム1面2線を有する地上駅。駅舎側にホームに面さない側線が1本ある。1線スルー式配線では無く、左側通行である。かつて乗入れていた817系電車に対応して2両分のホームがかさ上げされている。ホームと駅舎を跨線橋（屋根無し）が結んでいる。駅舎にはハートフルこながいと言う愛称が付けられている。
無人駅であるが、自動券売機（磁気券では無い）が設置されている。
朝夕の時間帯には、当駅を発着とする諫早方面列車が設定されている（但し当駅では折返しが出来ないため、土井崎信号場まで回送して折り返す）。佐賀県との県境を越えて江北方面に向かう列車設定は2022年9月時点で1日8本のみである他、両方面共日中数時間以上列車が運行されない時間帯がある。また、当駅はYC1系の長崎本線における運用の北限となっており、当駅より先江北方面にYC1系は乗入れず、全列車がキハ47形リニューアル車での運転となっている。

### のりば
| のりば | 路線      | 方向 | 行先           |
| ------ | --------- | ---- | -------------- |
| 1      | ■長崎本線 | 上り | 江北方面       |
| 2      | ■長崎本線 | 下り | 諫早・長崎方面 |

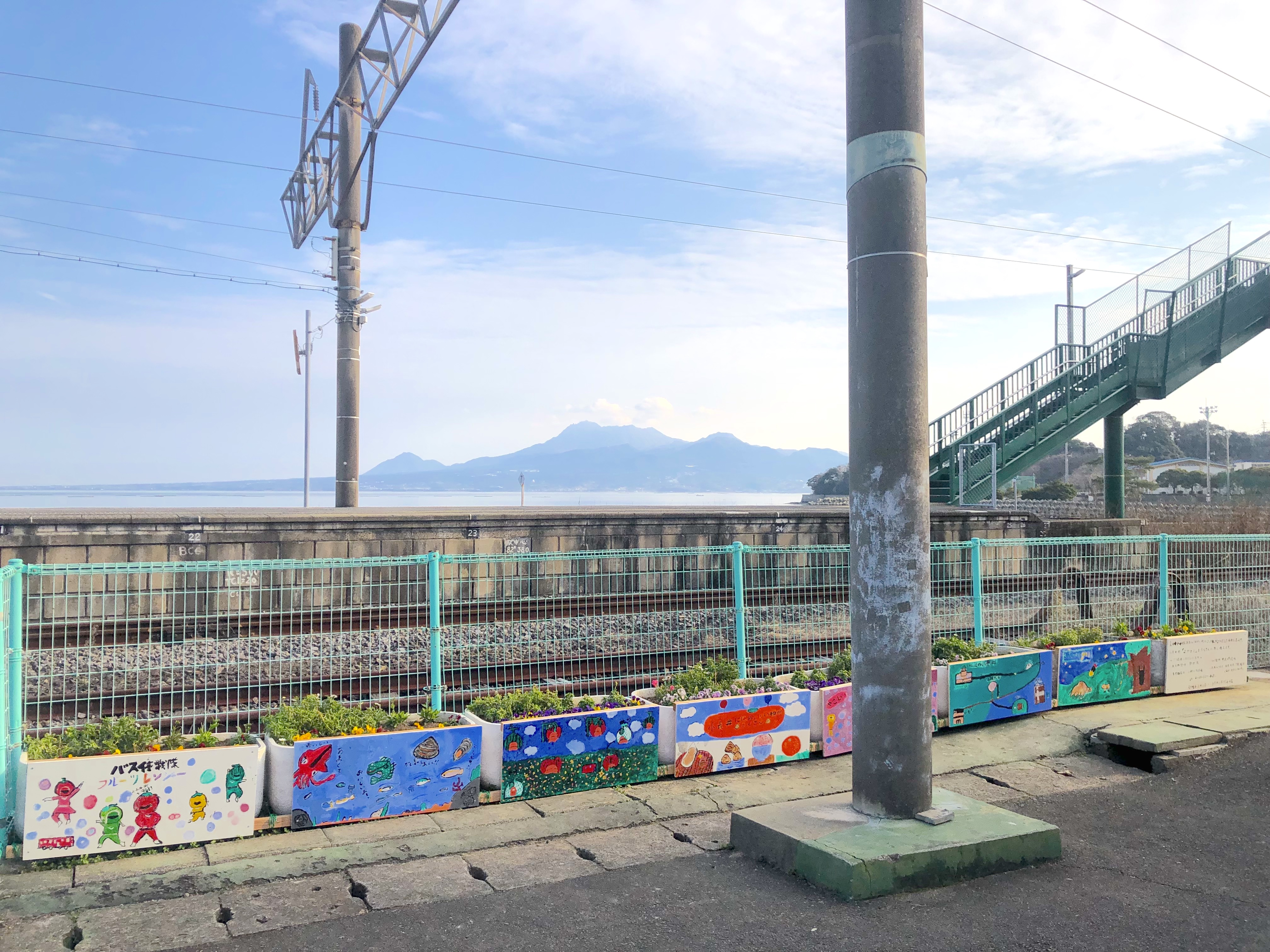
設置された花壇アートと雲仙普賢岳の眺望（2023年2月）
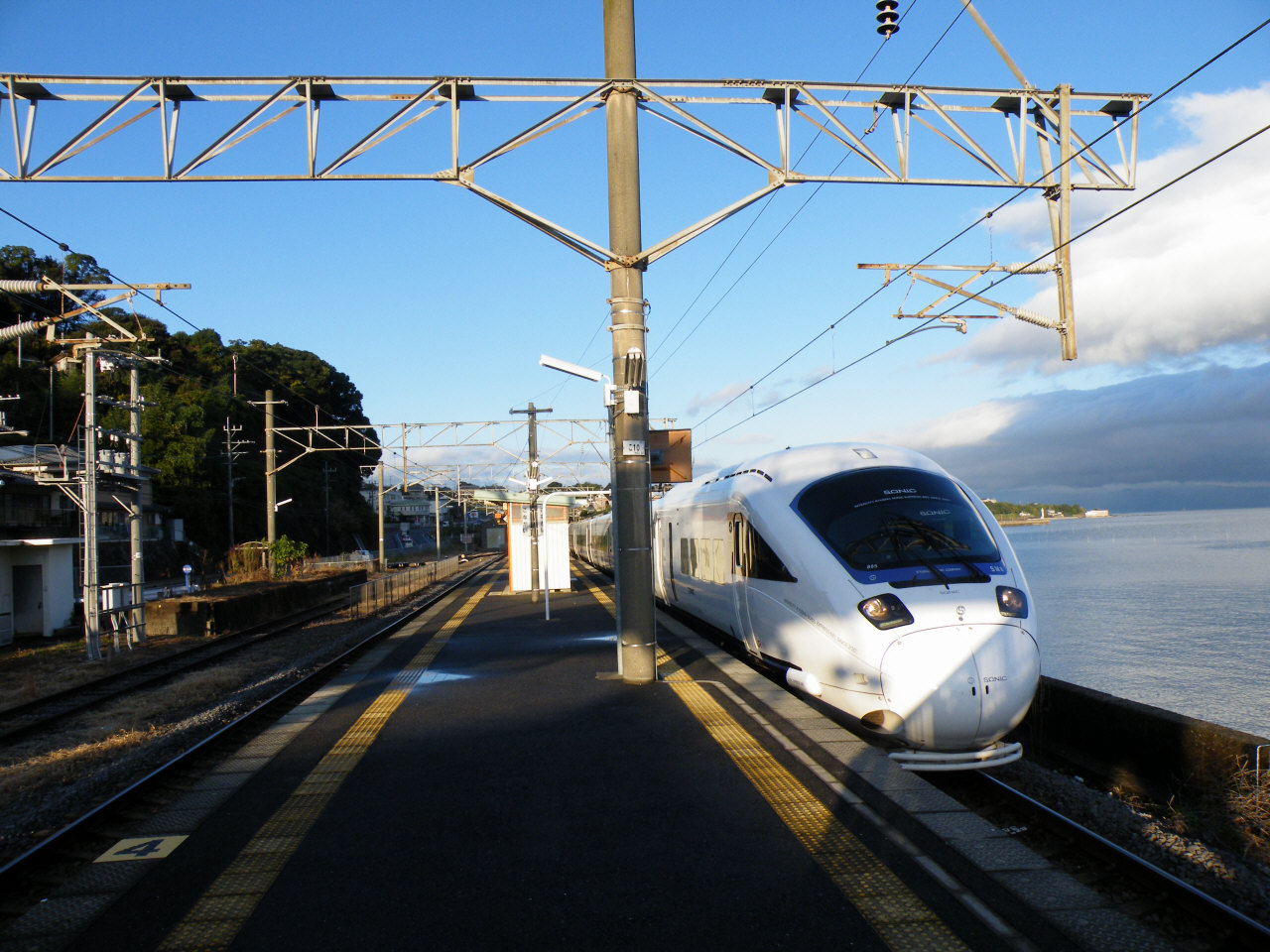
ホーム（2008年1月）

## 利用状況
- 2016年度の1日平均乗車人員は116人である[8]。
- 2017年度分から非公表。

| 乗車人員推移 | 乗車人員推移 |
| 年度         | 1日平均人数  |
| ------------ | ------------ |
| 2000         | 152          |
| 2001         | 139          |
| 2002         | 153          |
| 2003         | 158          |
| 2004         | 159          |
| 2005         | 162          |
| 2006         | 163          |
| 2007         | 158          |
| 2008         | 165          |
| 2009         | 142          |
| 2010         | 134          |
| 2011         | 134          |
| 2012         | 143          |
| 2013         | 141          |
| 2014         | 133          |
| 2015         | 133          |
| 2016         | 116          |

## 駅周辺
駅前を国道207号が通っており、道沿いに商店が少しある。小川原浦地区の集落の中心は駅の北東にやや離れている。
- 有明海・諫早湾 - 駅下り線のすぐ先に広がる。
- 花壇アート - 小長井駅舎フェンス沿いに設置された小長井の魅力が描かれた花壇アート
- 諫早市役所小長井支所
- 小長井文化ホール
- 諫早市立小長井中学校
- 諫早市立小長井小学校
- 県営バス小長井駅前停留所（諫早方面に毎時1 - 2本程度が運行されている）
- 山茶花高原ピクニックパーク（タクシー約15分）
- フルーツバス停 - 国道207号線沿いを中心に町内に16基あるフルーツの形をしたバス停

## 隣の駅
九州旅客鉄道（JR九州）
□観光特急「ふたつ星4047」停車駅
■長崎本線
肥前大浦駅 - （土井崎信号場） - 小長井駅 - 長里駅